# 16番ゲージ
16番ゲージ（16ばんゲージ）とは、日本における鉄道模型の縮尺と軌間を示す規格名称のひとつ。単に「16番」と呼ばれる事もある。

## 概要
16番ゲージとは、日本国内における鉄道模型の縮尺と軌間を示す規格名称で、縮尺1/76-1/87（1/90）・軌間16.5mmのものを指す。縮尺は模型対象の地域等により異なったもの〔日本国内在来線（1/80）、日本国内新幹線（1/87）、アメリカ及びヨーロッパ大陸（1/87）、イギリス（1/76）〕を用いる。
この他、南満洲鉄道や朝鮮総督府鉄道の車両には縮尺1/90を用いるとした規定もあるが現在では死文化していて、縮尺1/76 - 1/87を16番とすることが多い。
また日本国内在来線用の規格の縮尺1/80・軌間16.5mmのみを指して16番ゲージ と呼ぶ場合もある。
なお、縮尺1/80の日本型鉄道模型を指して「HOゲージ」や「HO」と称する愛好者やメーカーも存在するが、これは規格呼称としては正しくないとされる。もともと「HO」とは縮尺1/87、軌間16.5mmを指す鉄道模型の規格であり、軌間16.5mmのあらゆる縮尺の鉄道模型の規格ではないからである。同じ16.5mm軌間を使っていても縮尺1/76はOOゲージと呼ばれている。一部の書籍やメーカーでは縮尺1/80をJスケール(Jゲージ)として区別する向きもある。

### 16番規格
- 軌間16.5mm
- 縮尺1/76 - イギリスなど（OOゲージ）。
- 縮尺1/80 - 日本。
- 縮尺1/87 - 欧州大陸、アメリカ、日本の新幹線など（HOゲージ）。
- 縮尺1/90 - 南満洲鉄道、朝鮮総督府鉄道。現在では縮尺1/90は死文化しており、縮尺1/87で製作される。

軌間1435mm（標準軌）で車体も在来線よりも大きい新幹線車両は輸出を考慮し、縮尺1/87で製品化された。のちに車両の大きさを在来線並にしたミニ新幹線車両も登場したが、フル新幹線車両との併結も考慮して縮尺1/87で製品化されている。このため、ミニ新幹線車両は見かけ上在来線車両よりも小さくなっている。一方で、標準軌を採用している京浜急行電鉄や京阪電気鉄道などの一部私鉄の車両は縮尺1/80で製品化されているため、在来線車両並の大きさが維持されているが、標準軌であるにもかかわらず軌間はスケール通りではない。
派生規格として、日本で主流の軌間1067mm（狭軌）を正確に模型化した縮尺1/80・軌間13mm の「13mmゲージ」（JMゲージ）があり、ナローゲージ規格として縮尺1/76〜1/87・軌間9mm の通称「16番ナロー」がある。

## 歴史
1920年代初頭にイギリスのバセット・ローク社から発売された縮尺1/87（3.5mmスケール）・軌間5/8インチ≒16mmの製品を起源とする鉄道模型規格は、幾多の変遷を経て1930年代にはイギリスを中心とする縮尺1/76（4mmスケール）・軌間16.5mm（アメリカでは19mm）のOOゲージ（スケール）とヨーロッパ大陸とアメリカを中心とする縮尺1/87（3.5mmスケール）・軌間16.5mmのHOゲージ（スケール）に収斂しつつあった。日本においても1930年代のなかば以降この規格に準じた鉄道模型の作品が模型雑誌に発表されたり製品が発売され始めたが、軌間を16mmとするものもあり縮尺についても統一した規格はまだ無かった。このような統一規格不在の状況に不都合を感じた山崎喜陽は統一規格の必要性を感じ、国際的な動向を考慮しつつ親交のあるモデラーとも意見を交換して軌間16.5ｍｍで外国のOOやHOの模型車輛と日本型の車輛を並べて楽しむ事が出来る規格「16番ゲージ」 を纏め上げた。
16番ゲージ規格は1942年、山崎喜陽らによって科学と模型誌1月号で発表され、その後同誌にて工作記事などが掲載された。
1946年、山崎喜陽により鉄道模型趣味誌 (以下 TMS と記す) が創刊された。O番ゲージ、Sゲージ主流にあって6号（1948年5月号）で「十六番への招待」を発表。本格的なレイアウトが建設できる。二線式直流方式の採用により手元のスイッチにより自動逆転できる（O番は三線式交流式で車両に逆転器が搭載）等を説明し16番ゲージの普及に努めた。当時のメーカーはアメリカ向けの輸出用HOゲージの線路や車輪等を流用して日本の鉄道車両を作る際に、16番ゲージ規格に則って製品を製作したので、次第に愛好者の間に16番ゲージ規格は製品とともに浸透して一時は日本の鉄道模型規格の主流となった。
その一方、名称については日本型の縮尺1/80であってもメーカー自身が「HOゲージ」と呼ぶことが少なくなかったため、16番ゲージの名称は製品ほどには浸透しなかった。
近年では一部の愛好者やメーカーから、縮尺1/80・軌間16.5mmの鉄道模型規格の呼称を本来正しくない「HOゲージ」を使うのをやめて16番ゲージなどと表記するよう改める動きが見られる。

## 駆動・制御方式
16番ゲージの車両の多くは、電気モーターを使った直流二線式と呼ばれる方式を採用している。この方式は最大電圧12ボルトの直流を2本あるレールのうち片方を正極、もう片方を負極として流し、レールと接する金属車輪を通じて集電し、電気モーターを駆動して模型車両を走行させる。また、正極または負極のどちらかを架線に流し、パンタグラフなどにより電力を取得する架線集電システムも存在する。
速度の加減は、正極・負極間の電位差を0ボルトから12ボルトまで変化させて行い、進行方向はレール (または架線) のプラス電位とマイナス電位を逆転させることにより切り換える。これらの運転制御は、家庭用電源 (日本では交流100ボルト) からの降圧、直流への変換とともに電源装置により行なわれる。この方式は世界中の多くのメーカーが採用している標準的なもので、日本国内では全てのメーカーが採用している。
海外のHO製品にはメルクリンHOに代表される交流14ボルトの三線式規格など異なった電気方式もあるので、購入時には注意が必要なものもある。
DCC：デジタルコマンドコントロール
2000年代以降、エレクトロニクス技術の応用で新しい制御方式が誕生している。デジタルコマンドコントロール (DCC) と呼ばれる制御方式は、12ボルト電源を採用しながらも、線路上にデジタル信号を送信して車両ごとの運転操作やライトの制御、サウンド制御を行うことができる。また、線路に流れる電圧は、12ボルトで一定なので、ライトの明るさは模型列車の速度の影響を受けない。

## 製品
車両、線路、電源装置 (コントローラー、パワーパック、トランス等) などを生産する大手メーカーから、車両やストラクチャーなどの単一分野のみを手がける中小メーカー、個人が生産するガレージキットメーカーまで、数多くのメーカーが存在する。
これらの製品は、百貨店、量販店、模型店、玩具店、鉄道模型専門店や通信販売で購入することができる。

### 車両
16番ゲージの完成品は、創成期から長い間、少・中量生産に適した、プレス加工やエッチングによる真鍮製 (ブラスモデル) が主流であったが、1990年代以降、Nゲージ大手メーカーの参入によって欧米並みの射出成形によるプラスチック製の普及価格帯製品が登場し、以降、旧来各社の追従もあり、販売数では中心となっている。この他、特に重量が必要な機関車においては亜鉛ダイカストによる一体成型車体のものや、廉価な金属モデルにはブリキ製のものもある。
また、プラモデル同様に自分で接着剤を使って組み立て、塗装するプラスチック製キットや、ハンダ付けで組み立てる真鍮製キット、ペーパー製キット、ホワイトメタル製キットなども発売されている。
動力は基本的には電気モーターで、主に金属製の線路から、車輪を通じて集電して走行する。日本ではブラスモデル自体が高価なため、運転よりもコレクションに比重が置かれる事が多く、欧州各社の製品に見られる、架線集電に対応した製品はほとんど無かった。

### 線路
レールの材質は、以前は真鍮も多く見られたが、現在は洋白が一般的である。
構造上では「道床付き線路」と、「道床無し線路」に分けられる。両者の違いは、「道床なし線路」がレールとはしご状に作られた枕木部分だけで構成されているのに対し、「道床付き線路」は枕木の下のバラスト部分も一体となっている点である。分岐器やクロッシングなどの特殊線路もそれぞれに対応した製品がある。 
使用上では、曲線半径と円弧の角度、および直線の長さがあらかじめ決まっている「組み立て式線路」と、道床なしで水平方向へ自在に曲げることのできる「フレキシブル線路」に分けられる。
分岐器には、開通している方向のみに通電する「選択式」と、常時両方に通電する「非選択式」とがある。非選択式で分岐側の双方に動力車を置く場合、それらが同時に動かないよう、絶縁ジョイナーの使用や線路自体の切断で「ギャップ」を設け、ブロック (区間) スイッチで通電する側を選択する必要がある。
発売メーカー：道床付き線路は、エンドウや関水金属、メルクリンから、道床なし線路は篠原模型店やPecoなどから発売されている。

### 電源装置
パワーパック、パワーユニット、トランスとも呼ばれる制御機器 (コントローラー) で、入門向けの低価格製品から大容量かつ高機能製品にいたるまで豊富な種類が発売されている。模型メーカーによる既製品も数多く販売されて来たが、鉄道模型雑誌の影響で、車両同様、電源装置も個人で自作することが珍しくなかった。
創成期はタップ切り替え式の電圧制御が普及し、その後は可変抵抗を用いた連続速度制御が主流として長く君臨し、現在でも残っている。動力車のモーターが巻線界磁から永久磁石を用いた小型のマグネットモーターに置き換わるにつれ、可変抵抗制御では起動時にスローが効かず、飛び出し感 (ラビットスタート) が目立つようになったことから、小型のスライダックによる一時側の電圧制御、半波整流やサイリスタ、トライアックを用いた簡単な固定パルス制御電源などの工作記事も鉄道模型雑誌で紹介されるようになった。並行してトランジスタ・コントローラも販売され、近年はより高度なパルス変調制御のものも登場している。
また、1990年頃からDCC関連製品の輸入が始まり、現在では無線LANを介したiPhoneやiPadのタッチ操作によるサウンド制御や運転も可能となっている。

### ストラクチャー
金属製キットやペーパー製キット (通称カードキット) 、木製キット (通称割箸キット) 、射出成形によらないウレタン樹脂成形のキットなど、さまざまな素材でさまざまな種類の建物が製品化されている。海外のHOゲージやOOゲージ用の製品を流用することも出来る。
レイアウト・ジオラマ上で、実際よりも奥行き感を出すために、縮尺1/80よりも小さい縮尺のものを、遠景の情景としてレイアウト・ジオラマの奥側に置くことがある。その際はNゲージやTTゲージのストラクチャーやアクセサリー、縮尺1/100や1/200などのプラモデルなどが利用される。

### アクセサリー
自動車、人形など鉄道車両・ストラクチャー以外の模型製品全般を指し、主にレイアウト・ジオラマの製作に使われる。道路上の車両は、バス、トラック、乗用車から自転車まで、人形は鉄道員、一般の通行人から牛、犬など動物まで製品化されているほか、電柱、看板、ドラム缶、やかんなど様々なものが模型化されている。

### シーナリー用品
レイアウト・ジオラマの製作に使われる素材や用品のことで、地形や植生を表現するために用いられる。海外のHOゲージやOOゲージ用の製品を流用することも出来る。

## デフォルメ・短縮
かつては入門用の車両としてデフォルメ・短縮 (ショーティー) 化した鉄道模型が多く発売されていたが、現在はフルスケールのものが主流である。デフォルメ・短縮化することで、価格を抑えることができる、通過できる曲線の最小半径を小さくできる、編成を長くできる、などのメリットがあり、かつては一般的であった。2021年現在でも、カツミの真鍮製キット（チャレンジキット）等ユーザーの製作し易さの観点でショーティータイプのモデルを出しているメーカーが有る。

## 主な16番ゲージメーカー
- アダチ
- 奄美屋
- エコーモデル
- エンドウ
- カツミ (KTM)
- カワイモデル
- コダマモデル
- 珊瑚模型店
- 関水金属 (KATO)
- スパイクモデル
- 鉄道模型社 (廃業)
- 天賞堂
- トミーテック (TOMIX)
- ホビーモデル
- フジモデル
- ピノチオ (廃業)
- 福島模型製作所 (廃業)
- ホビーメイトオカ
- マイクロキャスト水野 (廃業)
- まゆ模型
- マツモト模型
- ロコモデル (廃業)
- ワールド工芸
- ハセガワ (MODEMO)